# 71-й меридіан західної довготи
71-й меридіан західної довготи — лінія довготи, що лежить на 71 градус західніше Гринвіцького меридіана. Вона проходить від Північного полюса через Північний Льодовитий океан, Північну Америку, Атлантичний океан, Південну Америку, Тихий океан, Південний океан та Антарктиду до Південного полюса.
71-й меридіан західної довготи формує велике коло разом із 109-тим меридіаном східної довготи.

## Список географічних об'єктів, що перетинає 71° зх. д.
Починаючи на Північному полюсі та рухаючись до Південного полюса, 71-й меридіан західної довготи проходить через:
| Координати                                                 | Країна, територія або море | Примітки |
| ---------------------------------------------------------- | -------------------------- | --- |
| 90°0′ пн. ш. 71°0′ зх. д. / 90.000° пн. ш. 71.000° зх. д.  | Північний Льодовитий океан | |
| 83°6′ пн. ш. 71°0′ зх. д. / 83.100° пн. ш. 71.000° зх. д.  | Канада                     | Нунавут — проходить через острів Елсмір |
| 79°50′ пн. ш. 71°0′ зх. д. / 79.833° пн. ш. 71.000° зх. д. | Протока Нерса              | |
| 78°37′ пн. ш. 71°0′ зх. д. / 78.617° пн. ш. 71.000° зх. д. | Гренландія                 | Проходить через Землю Інглфілда[en] |
| 77°46′ пн. ш. 71°0′ зх. д. / 77.767° пн. ш. 71.000° зх. д. | Море Баффіна               | |
| 77°28′ пн. ш. 71°0′ зх. д. / 77.467° пн. ш. 71.000° зх. д. | Канада                     | Нунавут — проходить через острів Кекертарсуак[en] |
| 77°22′ пн. ш. 71°0′ зх. д. / 77.367° пн. ш. 71.000° зх. д. | Море Баффіна               | |
| 77°9′ пн. ш. 71°0′ зх. д. / 77.150° пн. ш. 71.000° зх. д.  | Гренландія                 | |
| 76°58′ пн. ш. 71°0′ зх. д. / 76.967° пн. ш. 71.000° зх. д. | Море Баффіна               | |
| 71°3′ пн. ш. 71°0′ зх. д. / 71.050° пн. ш. 71.000° зх. д.  | Канада                     | Нунавут — проходить через Баффінову Землю та острів Кікіктар'юак[en] |
| 62°49′ пн. ш. 71°0′ зх. д. / 62.817° пн. ш. 71.000° зх. д. | Гудзонова протока          | |
| 61°8′ пн. ш. 71°0′ зх. д. / 61.133° пн. ш. 71.000° зх. д.  | Канада                     | Квебек – проходить через острів Орлеан східніше Квебеку |
| 45°21′ пн. ш. 71°0′ зх. д. / 45.350° пн. ш. 71.000° зх. д. | США                        | Мен Нью-Гемпшир Массачусетс |
| 42°21′ пн. ш. 71°0′ зх. д. / 42.350° пн. ш. 71.000° зх. д. | Атлантичний океан          | Бостонська бухта – проходить східніше Бостона, Массачусетс, США |
| 42°16′ пн. ш. 71°0′ зх. д. / 42.267° пн. ш. 71.000° зх. д. | США                        | Массачусетс |
| 41°31′ пн. ш. 71°0′ зх. д. / 41.517° пн. ш. 71.000° зх. д. | Атлантичний океан          | Проходить західніше острова Каттіханк[en], Массачусетс, США Проходить західніше острова Мартас-Віньярд, Массачусетс, США Проходить східніше острова Гранд-Терк[en], Острови Теркс і Кайкос |
| 19°56′ пн. ш. 71°0′ зх. д. / 19.933° пн. ш. 71.000° зх. д. | Домініканська Республіка   | Проходить через острів Гаїті |
| 18°18′ пн. ш. 71°0′ зх. д. / 18.300° пн. ш. 71.000° зх. д. | Карибське море             | |
| 11°6′ пн. ш. 71°0′ зх. д. / 11.100° пн. ш. 71.000° зх. д.  | Венесуела                  | |
| 6°59′ пн. ш. 71°0′ зх. д. / 6.983° пн. ш. 71.000° зх. д.   | Колумбія                   | |
| 2°17′ пд. ш. 71°0′ зх. д. / 2.283° пд. ш. 71.000° зх. д.   | Перу                       | Проходить західніше Мокегуа |
| 4°23′ пд. ш. 71°0′ зх. д. / 4.383° пд. ш. 71.000° зх. д.   | Бразилія                   | Амазонас Акрі |
| 9°49′ пд. ш. 71°0′ зх. д. / 9.817° пд. ш. 71.000° зх. д.   | Перу                       | |
| 17°53′ пд. ш. 71°0′ зх. д. / 17.883° пд. ш. 71.000° зх. д. | Тихий океан                | |
| 27°41′ пд. ш. 71°0′ зх. д. / 27.683° пд. ш. 71.000° зх. д. | Чилі                       | |
| 36°29′ пд. ш. 71°0′ зх. д. / 36.483° пд. ш. 71.000° зх. д. | Аргентина                  | |
| 38°21′ пд. ш. 71°0′ зх. д. / 38.350° пд. ш. 71.000° зх. д. | Чилі                       | |
| 38°46′ пд. ш. 71°0′ зх. д. / 38.767° пд. ш. 71.000° зх. д. | Аргентина                  | |
| 52°0′ пд. ш. 71°0′ зх. д. / 52.000° пд. ш. 71.000° зх. д.  | Чилі                       | Проходить західніше Пунта-Аренаса |
| 53°48′ пд. ш. 71°0′ зх. д. / 53.800° пд. ш. 71.000° зх. д. | Магелланова протока        | |
| 54°5′ пд. ш. 71°0′ зх. д. / 54.083° пд. ш. 71.000° зх. д.  | Чилі                       | Проходить через острови Арасена[en], Вогняна Земля, Стюарт і Лондондеррі[en] |
| 54°59′ пд. ш. 71°0′ зх. д. / 54.983° пд. ш. 71.000° зх. д. | Тихий океан                | |
| 60°0′ пд. ш. 71°0′ зх. д. / 60.000° пд. ш. 71.000° зх. д.  | Південний океан            | |
| 68°52′ пд. ш. 71°0′ зх. д. / 68.867° пд. ш. 71.000° зх. д. | Антарктида                 | Проходить через Землю Олександра I та материк — претендують Аргентина, Чилі та Велика Британія                                                                                             |